# The Ocean Hunter
The Ocean Hunter (オーシャンハンター?, Oshan Hanta) (sottotitolo: The Seven Seas Adventure) è un videogioco arcade di tipo sparatutto in prima persona con pistola ottica, pubblicato da SEGA nel 1998. Non è stato convertito per alcuna consolle domestica.

## Trama
In un futuro lontano l'umanità ha contribuito alla creazione di una nuova età dell'oro. Sennonché, un giorno, fanno la loro comparsa diverse mostruose creature marine, che seminano terrore e morte per ogni distesa d'acqua, rendendo praticamente impossibile la navigazione. Due intrepidi esploratori appassionati di immersioni, Torel e Chris, si propongono di affrontare i mostri.

## Modalità di gioco
The Ocean Hunter è uno sparatutto che utilizza una pistola ottica. Il cursore segue il movimento della pistola, ma scompare non appena il giocatore spara. Il caricatore dell'arma consta di cinque munizioni e si ricarica automaticamente quando è vuoto.
Si gioca in singolo oppure in modalità cooperativa. The Ocean Hunter si snoda per sette livelli, disseminati di nemici; alla fine di ogni livello i protagonisti si scontrano col boss di turno, ma quasi sempre devono prima affrontare uno o più miniboss. Ciascun livello prende nome dal mare in cui si svolge l'avventura subacquea; nel quarto gli eroi si immergono eccezionalmente in un fiume. L'ultimo livello è privo di nemici comuni.
Il contatto coi nemici o coi loro proiettili causa la perdita di una vita. Le vite a disposizione sono inizialmente tre, incrementabili ogniqualvolta vengono salvati i subacquei in pericolo. Bisogna fare molta attenzione a non uccidere questi ultimi, in tal caso infatti verrà tolta una vita.

## Livelli e nemici
- Livello 1, Baroque Sea: corrisponde all'Oceano Pacifico. Creature ostili: squalo mako, serpente di mare, barracuda. Ha due miniboss: White Death, uno squalo bianco, e Sea Serpent, una sorta di anaconda acquatica. Il boss è Kraken, un polpo gigante (Octpus dofleini [sic]), che ha affondato 4 navi e ucciso 185 persone; il premio per la sua cattura è 5 000 .

- Livello 2, Luna Sea: corrisponde all'Oceano Indiano. Creature ostili: pesce martello, squalo nano, pastinaca. Ha un miniboss, Hydra, un trio di  murene apparentemente connesse. Il boss è Leviathan, un megalodonte (Carcharodon megalodon) che ha causato 11 naufragi e 364 vittime; il premio per la sua cattura è 8 000 .

- Livello 3, Tartarus Deep: corrisponde all'Oceano Atlantico settentrionale. Creature ostili: pesce lanterna, saccofaringe. Ha due miniboss: Scylla, un calamaro gigante, e Naga, un regaleco. Il boss è Charybdis, un gigantesco melanoceto (Melanocetus) che ha attaccato numerosi sottomarini affondandone due; il premio per la sua cattura è 10 000 .

- Livello 4, Texcoco Great Lake: corrisponde al Rio delle Amazzoni. Creature ostili: piranha rosso, pesce caimano. Il boss è Ahuizotl, un elasmosauro (Elasmosaurus platyurus) che ha attaccato due città e ucciso 18 persone di cui 6 divorate; il premio per la sua cattura è 12 000 .

- Livello 5, North Sea: corrisponde al Mar Glaciale Artico. Creature ostili: lampreda artica, medusa artica. Ha un miniboss, Medusa, una medusa criniera di leone. Il boss è Karkinos, un enorme granchio gigante (Macrocheira kaempferi), anche se l'aspetto è più simile a quello di un granchio reale rosso; ha causato l'estinzione quasi totale delle balene in questo mare e ucciso 15 subacquei che stavano indagando. Il premio per la cattura del boss è 15 000 .

- Livello 6, West Ocean: corrisponde all'Oceano Atlantico meridionale. Creature ostili: mosasauro, placoderma, pterigoto, anomalocaride, odontogrifo, opabinia (queste tre ultime parassiti del boss). Ha un miniboss, un Basilosaurus (unico personaggio ad essere chiamato con il nome della sua specie). Il boss è Midgardsorm, un lombrico di dimensioni mastodontiche (Lumbricus terrestris gigantesque) che esiste fin dall'antichità (è l'unico mostro a non essere stato creato dal boss finale) e ha inghiottito migliaia di navi e sottomarini. Il premio per la sua cattura è 18 000 . In quest'avventura gli eroi vengono ingoiati vivi dal boss, che dovrà essere ucciso con proiettili mirati al cuore: colpito quindi a morte, il mostro riaprirà le sue fauci, permettendo così ai protagonisti di tornare in superficie.

- Livello 7, Panthalassa: corrisponde al Mediterraneo, nonostante il nome rimandi all'unico e gigantesco oceano presente sulla Terra ai tempi del Triassico.  Ha quattro miniboss: Kerberos, un trio di squali bianchi; Umi-Bozu, un polpo palmato; Black Dragon, un'enorme iguana marina; e una coppia di regalechi, Vritra e Kaliya. Il boss è il gigantopiteco (Gigantopithecus thalassa cyclops) Rahab, con i suoi tre diversi aspetti: Dagon, quale appare all'inizio, quindi Poseidon, e da ultimo Rahab vero e proprio. Il premio per la sua cattura è 20 000 . Dopo essere stato sconfitto, nei crediti finali del gioco Rahab rivela di essere la primigenia divinità del mare, conosciuta dai popoli della Mesopotamia come Dagon e dagli Achei come Poseidon; ammette quindi la disfatta e lascia andare gli eroi, ma non senza aver pronunciato un discorso inquietante:

## Colonna sonora
Le musiche e gli effetti sonori si devono alla compositrice Masanori Takeuchi.

## Doppiaggio
L'attore cinematografico Dean Harrington presta la sua voce al narratore, ai sub in pericolo e a Rahab, ed è sempre lui che annuncia i livelli, i miniboss e i boss . Curiosamente non vengono invece doppiati gli eroi, le cui battute sono riprodotte in forma di sottotitoli.

## Cabinato
Il cabinato originale mostra i boss del gioco, in alcuni casi con nomi pseudogreci: Οχτοπυσ (in greco vero sarebbe Όκτώπους); Λεϖιατηαν (in greco vero sarebbe Λευιαθάν) e Χψχλοπσ (in greco vero sarebbe Κύκλωψ).